# Койву, Рудольф
Рудольф Сефаниас Ко́йву (фин. Rudolf Sefanias Koivu, до 1915 года — Ко́йвунен; 24 декабря 1890, Санкт-Петербург, Российская империя — 11 октября 1946, Хельсинки, Финляндия) — финский художник, иллюстратор детских сказок.

## Биография

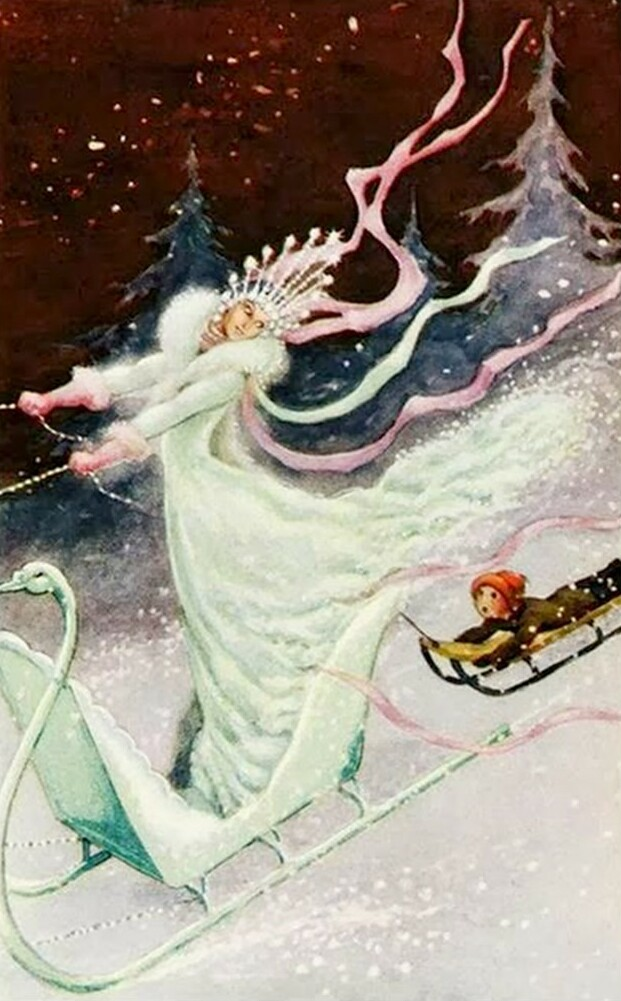
Иллюстрация к «Снежной королеве» Х. К. Андерсена

Родился 24 декабря 1890 года в Санкт-Петербурге в семье финского токаря Хейкки Койвунена и был записан в метрическую книгу финского лютеранского прихода Святой Марии. Фамилию Койвунен официально сохранял до 1915 года, хотя в художественных кругах уже с 1910-х годов стал известен как Койву. Его родители умерли от туберкулёза, когда мальчик был ещё маленьким и раннее детство он провёл в Санкт-Петербурге у своего дяди по линии матери, трубочиста Хартикайнена. Позднее художник тепло отзывался о годах своей жизни в семье дяди, хотя и не оставил воспоминаний о петербургском периоде.
В Санкт-Петербурге Рудольф познакомился с работами русского иллюстратора Ивана Билибина, которые оказали на него сильное влияние.
После переезда в Великое княжество Финляндское, проживал сначала в Тюрвяя, а позднее в Гельсингфорсе, в квартире своей крёстной матери Майкки Салменсаари. С 1907 по 1910 годы обучался в Школе рисунка при Ассоциации искусств, где его преподавателем был Хуго Симберг.
В 1914 году обучался в Париже, а в 1924 году — в Италии. Стал известен в Финляндии как иллюстратор детских и юношеских книг, сказок. Под влиянием знаменитого Леона Бакста им созданы ряд театральных декораций.
В 1931 году познакомился с меценатом Августом Тицем, который предложил художнику переехать работать в его особняк, где художник оказался избавленным от нескончаемых проблем с оплатой жилья и ателье.
Скончался 11 октября 1946 года в Хельсинки от апоплексического удара за своим рабочим столом.
После смерти художника была учреждена премия имени Рудольфа Койву для детских и юношеских писателей. До 1983 года премия присуждалась Фондом Рудольфа Койву.